# ضد گریلا
ضد گریلا یا کنترا گریلا ( به ترکی: Kontra Gerrilla به انگلیسی: Counter-Guerrilla)، یک نیروی نظامی از واحد عملیاتی گلادیو در کشور ترکیه هستند که به صورت پیشگام عملیات‌های ضد گروه‌های کمونیستی و به صورت مخفیانه و در سایه عمل کرده و ایالات متحدهٔ آمریکا در راستای دکترین ترومن از آن‌ها پشتیبانی به عمل می‌آورد. هدف اصلی از ایجاد این نیرو، به وجود آوردن یک نیروی چریکی بود که توان مقابله با عملیات‌های شوروی را داشته‌باشد. این هدف پس از مدتی به مقابله با هر نیروی کمونیست در ترکیه تغییر کرد.

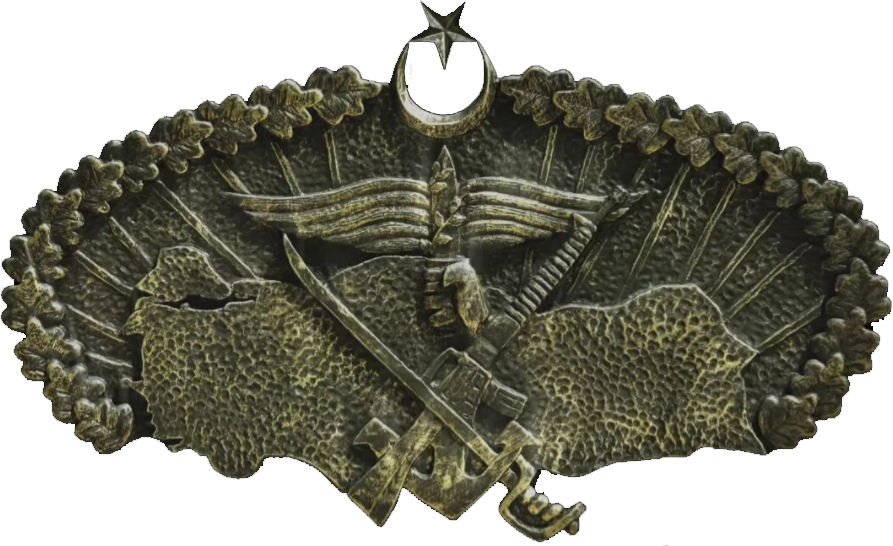
فرمان ویژه نیروهای ویژه

نیروهای کنترا گریلا در ابتدا خارج از بخش گروه بسیج تاکتیکی (STK) در نیروهای مسلح ترکیه فعالیت می‌کردند. در سال ۱۹۶۷ گروه بسیج تاکتیکی به دپارتمان جنگ ویژه (ÖHD) تغییر نام داد و در سال ۱۹۹۴ دپارتمان جنگ ویژه به فرماندهی نیروهای ویژه (ÖKK) تبدیل شد.
در ترکیه این باور در میان تودهٔ مردم وجود دارد که نیروهای کنترا گریلا به خاطر کنش‌های خشونت‌آمیز حل‌نشدهٔ پُرشماری مسئول هستند و در دوران جنگ سرد در ترکیه تأثیر زیادی را اعمال کرده‌اند که از مهم‌ترین این مسائل می‌توان به کودتاهای نظامی ۱۹۷۱ و ۱۹۸۰ اشاره کرد.
نیروهای مسلح می‌پذیرند که فرماندهی نیروهای ویژه وظیفه دارند با هر دخالت ممکن برخورد کنند، اما این مسئله را که این واحد در واقع کنترا گریلای متعلق به گلادیو بوده و در عملیات‌های سیاه فعالیت می‌کند را نمی‌پذیرند. نیروهای کنترا گریلا پس از فروپاشی اتحاد جماهیر شوروی برای حمله به مواضع نیروهای حزب کارگران کردستان (پ.ک.ک) مورد استفاده قرار گرفته‌است، که از آن زمان به بعد به عنوان بزرگترین تهدید علیه ترکیه در نظر گرفته می‌شوند. محمدعلی آغجا در اواخر دههٔ ۱۹۷۰ بخشی از این نیرو بود.
وجود نیروهای کنترا گریلا سرّی بود و در سال ۱۹۷۱ توسط بازماندگان حادثهٔ زیوَربَی افشا شد. افشای رسمی وجود چنین نیرویی در ۲۶ سپتامبر ۱۹۷۳ توسط نخست وزیر بولنت اجویت انجام گرفت. اجویت بیست روز بعد هدف تیراندازی قرار گرفت، اما جان سالم به‌در برد. پس از او تورگوت اوزال به صحبت کردن آشکار دربارهٔ این مسئله پرداخت که او نیز به صورت مشابهی از یک سوءقصد جان به‌در برد. این موضوع از سال ۱۹۹۰ دست‌کم ۲۷ بار در مجلس مورد طرح قرار گرفت، هرچند هیچ بررسی موفقیت‌آمیزی دربارهٔ آن صورت نگرفت. نمایندگان حزب حاکم در هر اداره و جایگاهی که بودند همواره به آن رأی مخالف دادند.